# HMBS
HMBS (англ. Hydroxymethylbilane synthase) – білок, який кодується однойменним геном, розташованим у людей на короткому плечі 11-ї хромосоми. Довжина поліпептидного ланцюга білка становить 361 амінокислот, а молекулярна маса — 39 330.
| 10         |  | 20         |  | 30         |  | 40         |  | 50         |
| ---------- |  | ---------- |  | ---------- |  | ---------- |  | ---------- |
| MSGNGNAAAT |  | AEENSPKMRV |  | IRVGTRKSQL |  | ARIQTDSVVA |  | TLKASYPGLQ |
| FEIIAMSTTG |  | DKILDTALSK |  | IGEKSLFTKE |  | LEHALEKNEV |  | DLVVHSLKDL |
| PTVLPPGFTI |  | GAICKRENPH |  | DAVVFHPKFV |  | GKTLETLPEK |  | SVVGTSSLRR |
| AAQLQRKFPH |  | LEFRSIRGNL |  | NTRLRKLDEQ |  | QEFSAIILAT |  | AGLQRMGWHN |
| RVGQILHPEE |  | CMYAVGQGAL |  | GVEVRAKDQD |  | ILDLVGVLHD |  | PETLLRCIAE |
| RAFLRHLEGG |  | CSVPVAVHTA |  | MKDGQLYLTG |  | GVWSLDGSDS |  | IQETMQATIH |
| VPAQHEDGPE |  | DDPQLVGITA |  | RNIPRGPQLA |  | AQNLGISLAN |  | LLLSKGAKNI |
| LDVARQLNDA |  | H          |  |            |  |            |  |            |

A: Аланін

C: Цистеїн

D: Аспарагінова кислота

E: Глутамінова кислота

F: Фенілаланін

G: Гліцин

H: Гістидин

I: Ізолейцин

K: Лізин

L: Лейцин

M: Метіонін

N: Аспарагін

P: Пролін

Q: Глутамін

R: Аргінін

S: Серин

T: Треонін

V: Валін

W: Триптофан

Кодований геном білок за функціями належить до трансфераз, фосфопротеїнів. 
Задіяний у таких біологічних процесах, як ацетилювання, альтернативний сплайсинг. 
Локалізований у цитоплазмі.